# Deeveya hirpex
Deeveya hirpex är en kräftdjursart som beskrevs av Louis S. Kornicker 1990. Deeveya hirpex ingår i släktet Deeveya och familjen Thaumatocyprididae. Inga underarter finns listade i Catalogue of Life.